# Jason Voorhees
Jason Voorhees egy kitalált karakter a Péntek 13 (Friday the 13th) című horrorfilmekből. Jason hasonló jelentőségű horrorfigura, mint Freddy Krueger. Jason gyerekként belefulladt a tóba, amely mellett táborozott. Később démonként éledt újra, és gyilkolni kezdett, azon a területen lakók közül került ki legtöbb áldozata. Ismertetőjegye a különös hokimaszkja.

## Szerepe
Először az 1980-ban bemutatott Péntek 13. jelent meg, ahol anyja Mrs.Voorhees (Besty Palmer) meséli, hogy fia belefulladt a tóba a táborvezetők miatt. Miután megölte Mrs. Voorheest (aki a tábor lakóit gyilkolta) az egyik túlélő lefejezi. Jason a következő részben (Péntek 13. – 2. rész) egy zsákkal a fején jelent meg a filmben, akkor még vasvillával és csákánnyal gyilkolt. Jasont többször is mutatták maszkok nélkül. A Péntek 13 harmadik részében kapta meg a jellegzetes hoki-maszkot és a bozótvágót. A negyedik részben ismerjük meg Jason egyik legnagyobb ellenségét, Tommy Jarvist. Mikor már felnőtt lesz, bekerül egy terápiás csoportba a Kristály tábornál. A hatodik részben Tommy és egyik barátja megy kiásni Jason sírját, hogy megnézze, tényleg halott-e, de egy villámcsapás során Jason ismét feltámad, a végén egy kővel láncolják le és bedobják a tóba. A hetedik részben Tina Shepard telepatikus képességeivel feltámasztja, majd a végén ugyanezzel öli meg. A nyolcadik részben Jason egy hajón keresztül eljut Manhattanbe, ám a végén őt ismét megölik. A kilencedik részben érthetetlen módon feltámad, és ebben az FBI-nak is része van, valamint Jason meghal, és lélekvándorlással már emberek testét uralja. A rész végén Jason meghal, és Freddy Krueger keze viszi a maszkját a mélybe.
Ezeket követte a Jason x, a Freddy vs Jason és a Péntek 13 Remake. 2017-ben készült egy online multiplayer játék Friday The 13th: The Game - Ultimate Slasher Edition néven. A játékban rengeteg olyan túlélő karakter van, aki a filmekben is szerepelt, csak más névvel ( pl.: Chris a 3. filmből vagy Tommy Jarvis ). Ellentétben a filmekkel, a játékban minden Jason csak egy fegyvert használ ( kivéve, ha a játékos eléri a 113-as szintet, mert akkor lehet fegyvert cserélni ). Van két olyan Jason, ami egyáltalán nem szerepel filmekben, az pedig nem más, mint a Savini Jason, meg a Retro kiegészítésű Jason. Jason Voorhees eddigi élete során megölt több mint háromszáz embert. Fegyverei között volt: csákány, bozótvágó, lombfűrész, fűrész, vasvilla, félkezes balta, machete, kés.